# 火炎直撃砲
火炎直撃砲（かえんちょくげきほう）は、アニメ「宇宙戦艦ヤマトシリーズ」に登場する架空の兵器。
リメイクアニメシリーズに登場する火焔直撃砲（読みは同じ）についても、本項で記述する。

## 概要
初出は『宇宙戦艦ヤマト2』第21話。白色彗星帝国が有する艦隊決戦兵器であり、艦首中央の底部にエネルギー弾の発射装置、左右に移送空間をそれぞれ展開する瞬間エネルギー移送装置により、構成されている。発射した超高熱エネルギー弾を瞬間エネルギー移送装置によって直接目標の至近にワープさせ、撃破する。
ワープによる長射程を利用したアウトレンジ攻撃が可能であるうえ、その発射機構ゆえに弾道が存在しないため、回避は事実上不可能。また、作品によっては「敵の索敵範囲外から直接攻撃できるために発射点を特定されない」というメリットがある。
原案での名称は超電磁直撃砲（）であり、アフレコ台本まではこの名称が用いられていた。

## 宇宙戦艦ヤマト2
第21話で使用された。バルゼー艦隊の旗艦メダルーザに装備されている。アンドロメダに装備されている拡散波動砲の2倍以上の射程を誇る。
22万宇宙キロの長距離から地球艦隊の主力戦艦を一撃で撃沈するほどの威力を持つが、攻撃可能範囲は狭く、劇中では一度に最大でも2〜3隻の艦を破壊する程度に留まっている。そのため正確な照準が必要であり、艦自体の姿勢が安定していないと使用できない。一方でエネルギー充填時間は短く、連射可能。
艦が安定していないと照準不可能なことに加え、発射時に超高熱エネルギーを自艦の周辺空間にも放出するという弱点がある。劇中では地球連合艦隊司令の土方竜にそれらの点を付け込まれて土星の環に誘い込まれ、環を構成する氷塊を砲発射時の高熱によって融解させて乱気流を引き起こしてしまい、艦の姿勢制御が利かなくなり、火炎直撃砲は照準を合わせられず使用不能になっている。

## PSゲームシリーズ
PS版『さらば宇宙戦艦ヤマト 愛の戦士たち』とPS2版『宇宙戦艦ヤマト 暗黒星団帝国の逆襲』に登場する。
『ヤマト2』と同様、メダルーザに搭載されている。エネルギーの転送装置については、ガミラスからの瞬間物質移送器の技術供与であると明確に設定されている。劇中のセリフによると、着弾点の温度は約7万度に達し、アンドロメダ級の戦艦であっても一瞬で溶融してしまうらしい。ただし、『ヤマト2』とは異なり連射は効かない。
PS版『さらば』では、ストーリー18「土星近海・絶対防衛圏」で登場。ゲームシステム上では戦略 (2D) MAPで使われる武器となっており、1発ごとにヘクス1マスの艦が撃沈される。
『暗黒星団帝国の逆襲』では、回想ステージ「土星決戦」に登場。セリフを含むストーリー上の展開はPS版『さらば』と同じで、ゲームシステム上は1発ごとに味方ユニットが1つ破壊される。

## リメイクアニメシリーズ
『宇宙戦艦ヤマト2199 星巡る方舟』『宇宙戦艦ヤマト2202 愛の戦士たち』に登場。
名称が火焔直撃砲に変更されている。『星巡る方舟』の制作当初、「火炎直撃砲」というあまりにも単純すぎる名称をそのまま使うことはためらわれたが、「今回のガトランティスは野蛮な連中だからこういう名前もあり」という意見が出たため、結果的に文字が「火炎」から「火焔」に変更されるだけに留まった。
装備艦はメダルーサ級殲滅型重戦艦。エネルギー移送装置は「転送投擲機」という名称になっている。本作ではガトランティス謹製の技術では一切なく、転送投擲機は捕虜にして「科学奴隷」としたガミラス人技術者により開発されたものであり、砲自体も異星文明のものとなっている。
その威力はヤマトの主砲を弾いたゼルグート級一等航宙戦闘艦の正面装甲すら貫通し、エネルギー火線が至近をかすめただけでもガミラス艦を撃沈できるほど強力であり、さらに火線の周囲を渦巻く無数の火の粉の個々が艦艇を貫いて撃沈できる破壊力を持つため、効果範囲は広く回避も困難となっている。また、連射も可能である。ただし、目標との間に障害物などがあると転送座標にわずかな誤差が生じ、直撃しないこともある。
『星巡る方舟』では、物質転送機と同系統の技術であることをヒントに、ヤマトが七色星団海戦時に得たデータを基に火焔の転送ポイントを7割強程度の精度ながらも予測することに成功し、直前に回避運動を取れば直撃を免れることが可能となる。『2202』では火焔直撃砲対策として、ゼルグート級用の装備である大型装甲版「ガミラス臣民の壁」が登場している。
豊田巧の小説版『星巡る方舟』では、アニメ版の対処法は考案されないが、代わりに全速後退することによって転送ポイントとの距離を取り、ギリギリで回避する方法が考案されている。